# Harmonia (Rio Grande do Sul)
Harmonia is een gemeente in de Braziliaanse deelstaat Rio Grande do Sul. De gemeente telt 3.785 inwoners (schatting 2009).